# Järveds IF
Järveds IF (Järveds idrottsförening), är en idrottsförening i Järved, förort till Örnsköldsvik belägen på östra sidan om Örnsköldsviksfjärden. 
Föreningen, som bildades 1938, är i dag mest känd som kvartersklubb inom ishockey. Klubben har som bäst spelat i Sveriges näst högsta division och kvalspelade till högsta divisionen 1973/74. Den har fostrat flera idag kända MODO-spelare, bland andra Hans Jonsson, Markus Näslund och bröderna Daniel och Henrik Sedin. Hemmaarenan heter Getinghov och har konstfrusen is sedan 2005. Dessförinnan var det många osäkra vintrar och osäkra utesäsonger med många träningar och hemmamatcher hos rivalklubben Örnsköldsviks SK i Skyttishallen, Örnsköldsvik.